# Moraea clavata
Moraea clavata är en irisväxtart som beskrevs av Robert Crichton Foster. Moraea clavata ingår i släktet Moraea och familjen irisväxter. Inga underarter finns listade i Catalogue of Life.